# Kang rinpoche
Kang rinpoche, comercialitzada internacionalment com Paths of the Soul (xinès: 冈仁波齐, tibetà, གངས་རིན་པོ་ཆེ, gangs rin po che) és una pel·lícula xinesa del 2015 dirigida, escrita i produïda per Zhang Yang. Explica un viatge fet per tibetans en un pelegrinatge de 1.200 quilòmetres a Lhasa.
La pel·lícula es va estrenar al Festival Internacional de Cinema de Toronto de 2015. Posteriorment es va presentar al Festival Internacional de Cinema de Busan de 2015, Festival Internacional de Cinema de Vilnius de 2016 Festival Internacional de Cinema de Hong Kong, Festival Internacional de Cinema de Göteborg de 2016, Festival Internacional de Cinema de Rotterdam de 2016 i Festival Internacional de Cinema de Seattle de 2016, entre d'altres.
La pel·lícula es va estrenar limitadament a Amèrica del Nord el 13 de maig de 2016. També es va mostrar al Museum of Modern Art de la Nova York del 13 de maig al 19 de maig de 2016.
La pel·lícula es va estrenar a la Xina el 20 de juny de 2017.

## Recepció
Portada per crítiques positives i la reacció del públic, la pel·lícula ha recaptat 100,1 milions de yuans a la Xina i es va convertir en un èxit de taquilla sorpresa art house. Té una mitjana de 90/100 a Metacritic.

## Premis i nominacions
| Premis                        | Categoria                          | Resultat  | Ref.   |
| ----------------------------- | ---------------------------------- | --------- | ------ |
| 23è Premis Huading            | Millor pel·lícula                  | Pendent   | [ 10 ] |
| Asian Film Festival Barcelona | Millor fotografia (secció oficial) | Guanyador | [ 11 ] |